# هانس مایر (بازیکن فوتبال)
هانس مایر (انگلیسی: Hans Meyer؛ زادهٔ ۳ نوامبر ۱۹۴۲) بازیکن فوتبال اهل آلمان است.
از باشگاه‌هایی که در آن بازی کرده‌است می‌توان به باشگاه فوتبال کارل زایس ینا اشاره کرد.